# جیمز اورارد
جیمز اورارد (انگلیسی: James Everard؛ زادهٔ ۲۳ سپتامبر ۱۹۶۲) فرد نظامی اهل بریتانیا است. وی همچنین برندهٔ جوایزی همچون نشان حمام و نشان امپراتوری بریتانیا شده‌است.